# Tunku Abdul Rahman
Tunku Abdul Rahman Putra Al-Haj ibni Almarhum Sultán Abdul Hamid Halim Shah (en Jawi: تونكو عبد الرحمن ڤوترا الحاج ابن سلطان عبد الحميد حليم شاه‎; n. Alor Setar, 8 de febrero de 1903-Kuala Lumpur, 6 de diciembre de 1990) conocido simplemente como Tunku Abdul Rahman, fue un abogado, político y estadista malayo que fungió como jefe de Gobierno de la Federación Malaya y del estado actual conocido como Malasia entre 1955 y 1970. Desde su llegada al poder, cuando la Península Malaya se encontraba bajo el control del gobierno colonial británico, actuó como el principal arquitecto de la independencia de su país el 31 de agosto de 1957, y posteriormente de la fundación del estado moderno de Malasia el 13 de septiembre de 1963 con la fusión de Sabah, Sarawak y Singapur a la federación.
Hijo del sultán Abdul Hamid Halim Shah de Kedah, escaló posiciones dentro de la administración colonial y durante la ocupación japonesa de la Unión Malaya. En la década de 1940, se unió a la Organización Nacional de los Malayos Unidos (UMNO) de Onn Jaafar como presidente de la rama partidaria de Kedah, aunque posteriormente entró en la seccional de Kuala Lumpur. Durante una disputa partidaria en 1951, Tunku logró arrebatar a Onn Jaafar la presidencia del partido. Convencido de que todas las razas de la Federación necesitaban verse representadas por un partido político distinto, hizo tratos con la Asociación China Malaya (MCA) y el Congreso Indio Malayo (MIC), formando una coalición tripartita conocida como la Alianza. Con esta coalición disputó las primeras elecciones para el Consejo Legislativo Federal instituido por el gobierno colonial, obteniendo un aplastante mandato y asumiendo como premier del gobierno autónomo el 1 de agosto de 1955.
Durante su gobierno, el 8 de febrero de 1956, firmó con Alan Lennox-Boyd el acuerdo formal de independencia de la Federación Malaya, previsto para agosto de 1957. Efectivamente, el 31 de agosto del mencionado año la Federación se convirtió en un país independiente, cortando sus últimos lazos con el gobierno británico. Tunku de este modo fue nombrado primer ministro, y resultó arrolladoramente reelecto en las elecciones de 1959, con un segundo triunfo para la Alianza. A partir de entonces, comenzó su objetivo de extender la Federación a otros estados. En 1961 pronunció un discurso en la Asociación de Corresponsales Extranjeros del Sudeste Asiático en Singapur, proponiendo una federación entre Malaya, Singapur, Sabah, Sarawak y Brunéi. El 16 de septiembre de 1963, con la federación de todos estos estados, excepto Brunéi, Tunku asumió como primer ministro de Malasia.
Tunku fue reelegido para un tercer mandato en 1964. Sin embargo, a partir de ese año comenzaron a generarse tensiones raciales, habiendo especialmente fricciones entre el gobierno federal y el liderazgo estatal de Lee Kuan Yew, del Partido de Acción Popular en Singapur, lo que llevó a la expulsión del estado el 9 de agosto de 1965. Después de esto, el liderazgo de Tunku entró en crisis. En las elecciones de mayo de 1969, la Alianza perdió la mayoría de dos tercios y estuvo muy cerca de ser derrotada ante un grupo de partidos socialdemócratas, socialistas e islamistas. Disturbios posteriores a la elección desataron el Incidente del 13 de mayo, una serie de choques entre malayos y chinos que llevó a Tunku a declarar el estado de emergencia y concentrar todos los poderes en su persona. Viéndose cada vez más debilitado por la debacle electoral, Tunku dimitió el 22 de septiembre de 1970, siendo reemplazado por Abdul Razak Hussein. La UMNO continuaría al frente del ejecutivo malasio hasta 2018. Después de su renuncia se retiró de la política activa en 1971, muriendo pacíficamente el 6 de diciembre de 1990, a la edad de 87 años.
Comúnmente conocido como Tunku o el Tunku (en malayo: El Príncipe), Tunku Abdul Rahman es ampliamente considerado, incluso por sus críticos, como el "padre fundador" de Malasia. Como tal, a menudo se le denomina Bapa Kemerdekaan (Padre de la Independencia) o Bapa Malaysia (Padre de Malasia).

## Biografía
Nació el 8 de febrero de 1903 en Istana Pelamin (Alor Star, Kedah), y era el vigésimo hijo, decimocuarto varón, del Sultán Abdul Hamid Halim Shah. Su madre, Cik Menyelara (nacida Nueng Nandanakorn), la sexta esposa del sultán, era hija de un noble siamés. 
Estudió en Londres y Cambridge, y a su vuelta trabajó en el servicio público de Kedah como funcionario administrativo de distrito de Kulim y de Sungai Petani a pesar de que en la Malaya colonial casi todos los funcionarios del distrito eran británicos. Tunku Abdul Rahman era el único malayo que trabajaba a nivel de funcionario en la administración pública malaya de aquella época y la defensa de los intereses de su pueblo le hizo chocar muchas veces con los jefes administración británica. Los funcionarios británicos no podían tomar represalias contra él por ser el hijo del Sultán, y se limitaron a no permitir su ascenso hacia puestos de mayor poder. 
Regresó a Gran Bretaña para terminar sus estudios de Derecho, pero tuvo que dejarlos en 1939, al estallar la II Guerra Mundial. Durante la ocupación japonesa de Kedah, el Tunku fue responsable de salvar las vidas de muchos malayos y chinos; utilizó para ello la ventaja que le daba la veneración japonesa hacia los miembros de la realeza. 
Reemprendió sus estudios en 1947, graduándose en 1949. Durante este periodo fue elegido presidente de la Sociedad Malaya de Gran Bretaña, donde conoció a Abdul Razak Hussein, que era su secretario. 
A su regreso a Malaya en 1949, Tunku Abdul Rahman trabajó como abogado en Alor Star, trasladándose luego a Kuala Lumpur, donde fue fiscal y llegó a ser presidente de la Corte.
En 1961 Tunku Abdul Rahman fue nombrado miembro de la Orden de los Compañeros de Honor, por la reina Isabel II. 

### Familia
Tunku Abdul Rahman se casó cuatro veces. Contrajo matrimonio con Meriam Chong de nacionalidad china, con quien tuvo dos hijos, la princesa Tunku Khadijah y el príncipe Tunku Ahmad Nerang. A la muerte de Meriam, se casó con una mujer inglesa que había sido arrendadora de su domicilio en Gran Bretaña, Violet Coulson, pero el regente inglés de Kedah les obligó a divorciarse. Luego contrajo matrimonio con Sharifah Rodziah Syed Alwi Barakbah, con quien adoptó cuatro niños, Sulaiman, Mariam, Sharifah Hanizah y Faridah. Sharifah Rodziah actuó como primera dama de Malasia durante el primer gobierno del Tunku. Deseando tener más hijos propios, contrajo matrimonio con otra mujer china llamada Bibi Chong con quien tuvo dos hijas, las princesas Tunku Noor Hayati y Tunku Mastura.

### Fallecimiento
En sus últimos años Abdul Rahman vivió en Penang. El Tunku murió el 6 de diciembre de 1990 a los 87 años, y su cuerpo descansa en el mausoleo real de Langgar, en Alor Star.

## Vida política

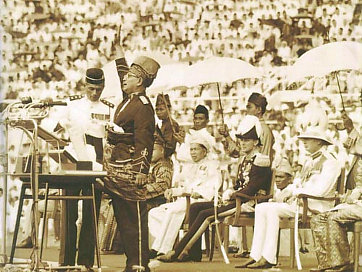
Proclamación de la Independencia.

Durante este período el nacionalismo trabajaba activamente entre los malayos, con la Organización Nacional de malayos unidos (UMNO) que luchaba contra la unión de Malasia a Gran Bretaña. Tunku Abdul Rahman se unió a UMNO, y cuando una crisis interna forzó a Datuk Onn Jaafar a dimitir como presidente del partido, él fue elegido como su sucesor, cargo en el que se mantuvo durante 20 años.
En 1954 viajó con una delegación a Londres para negociar la independencia para Malasia, pero el viaje fue estéril. Al año siguiente se celebraron las primeras elecciones generales, y el Partido de la Alianza (Perikatan), una coalición de UMNO, la Asociación chino-malaya (MCA) y el Congreso malayo-indio (MIC) consiguieron el 51% de los escaños disputados, y Tunku Abdul Rahman fue elegido como jefe de Gobierno de Malasia. 
Tras otro viaje a Londres para negociar, se decide como fecha de proclamación de la independencia el 31 de agosto de 1957. Al arriar la bandera británica en Kuala Lumpur, Tunku Abdul Rahman lo anunció a la multitud gritando ¡Merdeka! (¡Libertad!). La fotografía de Abdul Rahman con la mano alzada y la grabación de su voz se han convertido en iconos populares.

## Gobierno
Tunku Abdul Rahman dominó la política de Malaya independiente (que se convirtió en Malasia en 1963), y llevó a la Alianza a los triunfos de 1959 y 1964 en las elecciones generales.
La formación de Malasia fue uno de los logros más grandes de Tunku Abdul Rahman. En 1961 dio un discurso en Singapur ante la asociación de corresponsales extranjeros de Asia suroriental, proponiendo una federación Malaya entre Singapur, Sabah, Sarawak, y Brunéi. El 16 de septiembre de 1963, con la federación de todos estos estados excepto Brunéi, Abdul Rahman era nombrado oficialmente primer ministro de Malasia. 
La inclusión de Singapur empeoró los problemas raciales, al aumentar la población china hasta el 40% del total. La amenaza del PAP, partido local de Singapur, de presentarse a las elecciones generales de 1964 a pesar del acuerdo firmado para no hacerlo, agudizó la situación y provocó que Tunku Abdul Rahman exigiera que Singapur se retira de Malasia: El 7 de agosto de 1965 pedía en Kuala Lumpur al parlamento de Malasia que votase sí a la resolución sobre la secesión. La independencia de Singapur fue oficial el 9 de agosto de 1965.
Tunku Abdul Rahman inició el establecimiento de la Asociación de Asia suroriental (ASA) en 1961, agrupando a Malasia, Tailandia y Filipinas, que fue reemplazada por otra mayor, la Asociación de las Naciones asiáticas surorientales (ASEAN) el 8 de agosto de 1967.
En las elecciones generales de 1969 la Alianza perdió la mayoría. Desórdenes posteriores terminaron en los llamados Incidentes del 13 de mayo, y los líderes de UMO, bajo la dirección de Abdul Razak, criticaron la dirección de Tunku Abdul Rahman durante estos acontecimientos. Un comité de emergencia tomó el poder y declaró el estado de emergencia, recortando las atribuciones de Rahman como primer ministro, y forzándolo a dimitir el 22 de septiembre de 1970 en favor de Abdul Razak. En junio de 1971 dimitió como presidente de UMNO, por la oposición de los Jóvenes turcos, como Mahathir Mohamad y Musa Hitam. Ambos llegaron a ser primer ministro y vice primer ministro, respectivamente.

## Islam
Después de hacer del Islam la religión oficial en 1960, Tunku Abdul Rahman estableció la Organización Islámica del bienestar (PERKIM), una entidad para ayudar a los conversos a ajustarse a su nueva vida como musulmanes, y fue presidente de PERKIM hasta un año antes de su muerte. 
En 1961 Malasia acogió la primera competición internacional de lectura del Corán, desarrollando la competición que organizó Kedah en 1951.
En 1969 ayudó a crear la Organización de la Conferencia Islámica (OIC), de la cual fue el primer secretario general. Posteriormente, inició la creación del Banco islámico para el desarrollo, como institución especializada dentro del OIC. También fue presidente del Consejo islámico regional Da'wah de Asia Sur-Oriental y del Pacífico (RISEAP) entre 1982 y 1988.
Tunku Abdul Rahman mantuvo el estatus social de una Malasia secular, con el islam como su religión oficial. En su octogésimo cumpleaños, Tunku Abdul Rahman publicó en el diario The Star que el país tiene una población multi-racial con varias creencias. Malasia debe continuar como estado secular con el Islam como religión oficial.